# Frederick G. Brownell
Pour les articles homonymes, voir Brownell.
Frederick Gordon Brownell, né le 8 mars 1940 à Bethlehem (Afrique du Sud) et mort le 10 mai 2019 à Pretoria, est un peintre héraldiste et héraut d'armes officiel d'Afrique du Sud.

## Biographie
Entré en 1977 dans l'office héraldique de l'État, il devint à partir de 1982 héraut d'armes officiel.
Il est l'auteur de nombreux blasons et drapeaux, destinés aux instances officielles tant d'Afrique du Sud que des pays voisins.
Il a particulièrement veillé à développer une héraldique africaine qui faisait sienne et respectait les traditions iconographiques, historiques et symboliques des diverses tribus.
Il a été inspiré dans ce domaine par l'héraldique des pays nordiques, il s'est rendu en Finlande où il a suivi l'enseignement de maîtres en 1979.
Il est l'auteur du nouveau drapeau sud-africain présenté à Zurich en 1993, ainsi que des drapeaux de la Namibie et du Lesotho.
Il est membre de nombreuses sociétés héraldiques et vexillographiques. Il meurt le 10 mai 2019 à l'âge de 79 ans.

## Créations vexillographiques

Drapeau d'Afrique du Sud.
Drapeau de Namibie
Le drapeau du Lesotho 1987-2006

## Écrits
- Frederick G. Brownell: «Finnish Influence on South African Heraldic Design», i T. C. Bergroth (red.): Genealogica et Heraldica: Report of the 16th International Congress of Genealogical and Heraldic Sciences in Helsinki 16-21 août 1984, 1986, p. 265-273.